# Colleen McCullough
Colleen McCullough (1. juni 1937 - 29. januar 2015) var en internationalt anerkendt australsk forfatter. Hun blev født i Wellington i det centrale vestlige New South Wales.
Hun var uddannet nervespecialist og arbejdede på forskellige hospitaler i Sydney og Storbritannien. Derefter var hun i 10 år ansat ved neurology-afdelingen ved Yale Medical School i New Haven, Connecticut, USA. I slutningen af 1970'erne slog hun sig ned på Norfolk Island i det sydlige Stillehav, hvor hun boede med sin mand, Ric Robinson, indtil sin død. 
Hendes forfatterkarriere begyndte med romanen Tim (som blev filmatiseret med Mel Gibson og Piper Laurie i hovedrollerne), efterfuldt af Tornfuglene (1977), som blev filmatiseret som en TV-miniserie i 1984 med bl.a. Richard Chamberlain. Derefter fulgte blandt meget andet den store serie i 7 dele, Den romerske familie. Den grundige historiske forskning, der ligger til grund for de romerske romaner, førte til at hun blev udnævnt til doktor i litteratur ved Macquarie universitetet i 1993.
Hun afgik ved døden på et hospital på Norfolk Island den 29. januar 2015.